# Carsten Marquardt
Carsten Marquardt (* 2. Juni 1967 in Oberhausen) ist ein ehemaliger deutscher Fußballspieler.

## Karriere
Marquardt begann mit dem Fußballspielen in der Jugendabteilung von Rot-Weiß Oberhausen, dort war sein Vater, der ehemalige Oberligaspieler Karl-Otto Marquardt, als Betreuer tätig. Als A-Jugendlicher wechselte er zum FC Schalke 04, nach einem Jahr in der Jugend, schaffte er den Sprung ins Profilager. Nach drei Jahren in der Bundesliga erfolgte als Tabellenletzter 1987/88 der Gang in die Zweitklassigkeit, er blieb zwei weitere Jahre bei den Gelsenkirchenern. Obwohl Marquardt im Oktober 1988 per Fallrückzieher beim 1:0 gegen die SG Wattenscheid 09 das Tor des Monats erzielte, blieb er auf Schalke auch in der Folgezeit nur Ergänzungsspieler. 1990 wechselte er zum VfL Osnabrück. Nach drei Jahren in Osnabrück konnte die Klasse nicht gehalten werden und Marquardt wechselte in die Oberliga Nordrhein zu Alemannia Aachen. Bis 1995 schnürte er die Schuhe für die Alemannia in drittklassigen Ligen. 1995 kehrte er zu seinem Jugendverein Rot-Weiß Oberhausen zurück, bevor er 1999 sein letztes halbes Jahr in der Oberliga bei Rot-Weiss Essen spielte.

## Erfolge
- Tor des Monats Oktober 1988
- Mittelrheinpokalsieger Saison 1993/94
- Meister Regionalliga West/Südwest Saison 1997/98
- Aufstieg in die 2. Bundesliga Saison 1997/98
- Niederrheinpokalsieger Saison 1995/96 und 1997/98

## Sonstiges
Marquardt ist verheiratet und hat einen Sohn. Seit dem Ende seiner aktiven Laufbahn als Sportler arbeitet er als Immobilienkaufmann in Oberhausen. Er engagierte sich als Berater für die Jugendabteilung des Oberhausener Fußballvereins Sportfreunde Königshardt. Seit 2011 ist er Inhaber der Firma Thomas Dietz Immobilien und vermittelt mit seiner Frau Immobilien im Ruhrgebiet.